# 西約特蘭
西約特蘭（瑞典語：Västergötland；發音：[²vɛsːtɛrˌjøːtland] ⓘ）是位於瑞典南部，約塔蘭地區的一個舊省。西約特蘭與布胡斯、達爾斯蘭、韋姆蘭、內爾徹、東約特蘭、斯莫蘭和哈蘭陸上接壤。